# Kylie: La La La
Kylie: La La La  è un libro fotografico della cantante australiana Kylie Minogue, scritto insieme al collaboratore William Baker, e pubblicato il 7 novembre 2002 nel Regno Unito da Hodder & Stoughton.
Il titolo del libro si rifà al ritornello della hit Can't Get You Out of My Head ed esce nel periodo più fortunato della cantante, ai vertici di tutte le classifiche internazionali con il sopracitato singolo, l'album Fever e il tour KylieFever2002.

## Informazioni

### Antefatti
Dopo diversi rumor nel 2002 sulla possibile pubblicazione di un'autobiografia della Minogue, sostenuti dal fatto che la cantante fosse stata paparazzata mentre acquistava un volume dal titolo "Come scrivere il proprio libro", a fine luglio 2002 il The Times annuncia Kylie: La La La, come sequel di Kylie: Evidence, in cui la popstar racconterà insieme a Baker la propria storia, soprattutto a seguito della moltitudine di biografie non autorizzate rilasciate nell'ultimo periodo.
Sempre il Times ha suggerito che la Minogue abbia acconsentito alla scrittura del libro dopo aver ricevuto dai vertici di Hodder & Stoughton un paio di Manolo Blahnik e un presunto anticipo in denaro corrispondente ad un milione di sterline.
Nell'agosto 2002, la Minogue smentisce la pubblicazione di un'autobiografia, confermando che La La La sarebbe stato un coffe-table book principalmente fotografico

### Descrizione
Il libro si compone di 288 pagine e viene concepito non come una tradizionale biografia ma come una biografia fotografica. Sono infatti incluse oltre 200 immagini, tratte da numerosi servizi fotografici, intervallate da parti testuali, di cui la maggior parte scritte da Baker. La Minogue aggiunge il proprio contributo alle varie illustrazioni scrivendo "a mano" le proprie note e considerazioni.
Il libro rivisita tutta la carriera della cantante dalla sua infanzia fino al Fever Tour, ancora in corso al momento della stesura dell'opera. Sono inoltre inclusi i diversi bozzetti degli abiti di scena indossati dalla Minogue, compresi quelli di Dolce & Gabbana realizzati per il KylieFever2002.
L'opera si compone dei seguenti contenuti:
- Prefazione di William Baker
- Introduzione di Kylie Minogue

1. The disco diva next door
2. Devil, you know
3. Pop star
4. Deconstructing Kylie
5. They call me the wild rose
6. The trials of an impossible princess
7. Intimate and Live
8. Bottoms up!
9. Loved up in lamé - the On A Night Like This tour
10. La la la

- Postfazione
- Crediti
- Permissioni

La La La risulta ad oggi essere l'unica biografia ad essere stata scritta dalla stessa Minogue.

## Pubblicazione
Kylie: La La La è stato inizialmente pubblicato solo in Regno Unito, nel formato copertina rigida per £20.00. Sulla copertina figura la medesima foto utilizzata come art-cover del singolo What Do I Have to Do? (1991). Il libro viene poi diffuso ad inizio 2003 in Australia, Nuova Zelanda e in zone selezionate dell'America del Nord.
Uno speciale lotto di 500 copie numerate è stato autografato dalla Minogue, in edizione limitata, su un apposito inserto presente nella prima pagina del libro. Questa versione è stata distribuita con lo slogan "Signed Limited Edition" ed è andata sold out in appena 24 ore.
Il 13 ottobre 2003 il libro viene rinnovato con l'aggiunta di nuove immagini, prevalentemente scattate durante tra il 2002 e il KylieFever2002. La suddetta versione si compone di 224 pagine e prodotta in formato copertina flessibile; sulla stessa, viene sostituita l'immagine precedente con una molto simile a quella del greatest hits Ultimate Kylie (2004). Questa nuova ristampa viene intitolata Kylie la la la e commercializzata per £12.99. Di questa edizione ne é successivamente stata pubblicata la versione tradotta in tedesco, ma in formato copertina rigida.
Entrambe le edizioni sono attualmente fuori produzione.